# Finales NBA 1986
Navigation
Finales 1985 Finales 1987
Les finales NBA 1986 sont la dernière série de matchs de la saison 1985-1986 de la NBA et la conclusion des séries éliminatoires (playoffs) de la saison. Les champions de la conférence Est, les Celtics de Boston rencontrent le champion de la conférence Ouest les Rockets de Houston.
C'est la première fois que cette série utilise l'image de marque de NBA Finals à la place de NBA Championnat du Monde qui avait été en usage depuis le début de la ligue.
C'est la dernière fois jusqu'aux Finales 2011 que la série débute avant juin. À partir de l'année suivante les finales NBA se déroulent exclusivement durant le mois de juin. C'était aussi la dernière série finale de la NBA à programmer un match le lundi jusqu'aux Finales 1999 et aussi la dernière finale NBA à être jouée le jour du Memorial Day.
Les matchs sont télévisés sur CBS Sports et commentés par Dick Stockton (Houston) et Tom Heinsohn (Boston).
L'entraineur des Rockets Bill Fitch connait très bien l'équipe de Boston. Il a en effet conduit les Celtics, comme entraineur, au titre NBA 1981 avec K.C. Jones comme entraineur adjoint, qui est devenu entraineur des Celtics à son départ. Dans cette équipe 1981 figuraient déjà Larry Bird, Kevin McHale et Robert Parish.
Les Celtics de Boston gagnent cette série quatre victoires à deux, remportant ainsi leur seizième titre depuis 1957. Il leur faudra attendre 22 ans pour en remporter un dix-septième.
Larry Bird est une nouvelle fois élu meilleur joueur des finales. Réalisant ainsi son second doublé, après celui de 1984, MVP en saison régulière et MVP en finales.
Cette série finale voit s'affronter sur le plancher sept joueurs qui seront intronisés au Basketball Hall of Fame : Larry Bird, Kevin McHale, Bill Walton, Robert Parish, Dennis Johnson pour les Celtics et Hakeem Olajuwon, Ralph Sampson pour les Rockets ainsi que K.C. Jones (intronisé comme joueur) entraineur des Celtics. Deux autres Hall of Famers des Celtics sont présents : Red Auerbach, président des Celtics et Tom Heinsohn qui commente les matchs à Boston pour CBS Sports.

## Avant les finales

### Celtics de Boston
Lors de la saison régulière les Celtics de Boston ont terminé la saison premier de la division Atlantique et premier de la conférence Est avec un bilan de 67 victoires pour 15 défaites, soit le meilleur bilan de la ligue et un nouveau record pour la franchise effaçant ainsi les records des saisons 1981-1982 et 1984-1985 qui était de 63 victoires pour 17 défaites.
Ils arrivent en finales avec une impressionnante série éliminatoire de 11 victoires pour une seule défaite. En effet, les Celtics se sont qualifiés en battant successivement au premier tour les Bulls de Chicago trois victoires à zéro, puis en demi-finales de conférence les Hawks d'Atlanta quatre victoires à une et enfin en finales de conférence les Bucks de Milwaukee sur le score de quatre victoires à zéro.

### Rockets de Houston
Lors de la saison régulière les Rockets ont terminé la saison premier de la division Midwest et second de la conférence Ouest avec le cinquième bilan de la ligue de 51 victoires pour 31 défaites.
Les Rockets se sont qualifiés en battant au premier tour les Kings de Sacramento trois victoires à zéro, puis en demi-finales les Pistons de Détroit quatre victoires à deux et en finales de conférence les Lakers de Los Angeles (tenant du titre et empêchant une nouvelle confrontation Lakers/Celtics) quatre victoires à une. Cette qualification leur offre une revanche des finales 1981 perdues.

### Parcours comparés vers les finales NBA
| Champion de division | Qualifié pour les playoffs | Éliminé des playoffs |

| Rang | Franchise                | V  | D  | PCT    | R  | Dom   | Ext   |
| ---- | ------------------------ | -- | -- | ------ | -- | ----- | ----- |
| 1    | Celtics de Boston        | 67 | 15 | 81,7 % | –  | 40-1  | 27-14 |
| 2    | Bucks de Milwaukee       | 57 | 25 | 69,5 % | 10 | 33-8  | 24-17 |
| 3    | 76ers de Philadelphie    | 54 | 28 | 65,9 % | 13 | 31-10 | 23-18 |
| 4    | Hawks d'Atlanta          | 50 | 32 | 61,0 % | 17 | 34-7  | 16-25 |
| 5    | Pistons de Détroit       | 46 | 36 | 56,1 % | 21 | 31-10 | 15-26 |
| 6    | Bullets de la Washington | 39 | 43 | .476   | 28 | 26-15 | 13-28 |
| 7    | Nets du New Jersey       | 39 | 43 | 47,6 % | 28 | 26-15 | 13-28 |
| 8    | Bulls de Chicago         | 30 | 52 | 36,6 % | 37 | 22-19 | 8-33  |
|      |                          |    |    |        |    |       |       |
| 9    | Cavaliers de Cleveland   | 29 | 53 | 35,4 % | 38 | 16-25 | 13-28 |
| 10   | Pacers de l'Indiana      | 26 | 56 | 31,7 % | 41 | 19-22 | 7-34  |
| 11   | Knicks de New York       | 23 | 59 | 28,0 % | 44 | 15-26 | 8-33  |

| Rang | Franchise                 | V  | D  | PCT    | R  | Dom   | Ext   |
| ---- | ------------------------- | -- | -- | ------ | -- | ----- | ----- |
| 1    | Lakers de Los Angeles     | 62 | 20 | 75,6 % | –  | 35-6  | 27-14 |
| 2    | Rockets de Houston        | 51 | 31 | 62,2 % | 11 | 36-5  | 15-26 |
| 3    | Nuggets de Denver         | 47 | 35 | 57,3 % | 15 | 34-7  | 13-28 |
| 4    | Mavericks de Dallas       | 44 | 38 | 53,7 % | 18 | 26-15 | 18-23 |
| 5    | Jazz de l'Utah            | 42 | 40 | 51,2 % | 20 | 27-14 | 15-26 |
| 6    | Trail Blazers de Portland | 40 | 42 | 48,8 % | 22 | 27-14 | 13-28 |
| 7    | Kings de Sacramento       | 37 | 45 | 45,1 % | 25 | 25-16 | 12-29 |
| 8    | Spurs de San Antonio      | 35 | 47 | 42,7 % | 27 | 21-20 | 14-27 |
|      |                           |    |    |        |    |       |       |
| 9    | Suns de Phoenix           | 32 | 50 | 39,0 % | 30 | 23-18 | 9-32  |
| 10   | Clippers de Los Angeles   | 32 | 50 | 39,0 % | 30 | 22-19 | 10-31 |
| 11   | SuperSonics de Seattle    | 31 | 51 | 37,8 % | 31 | 24-17 | 7-34  |
| 12   | Warriors de Golden State  | 30 | 52 | 36,6 % | 32 | 24-17 | 6-35  |

### Face à face en saison régulière

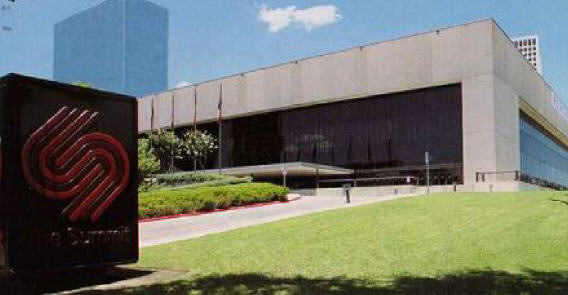
Le Compaq Center à Houston

Les Celtics et les Rockets se sont rencontrés 2 fois. Les Celtics ont gagné les deux rencontres.
| Match | Date         | équipe à domicile  | Score   | équipe à l'extérieur |
| ----- | ------------ | ------------------ | ------- | -------------------- |
| 1     | 11 mars 1986 | Rockets de Houston | 104-116 | Celtics de Boston    |
| 2     | 24 mars 1986 | Celtics de Boston  | 114-107 | Rockets de Houston   |

## Formule

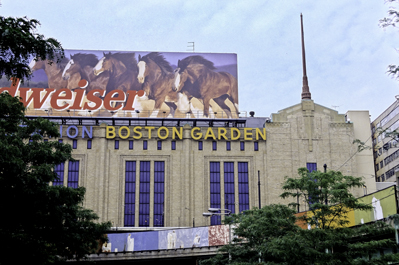
Le Boston Garden

Pour les séries finales la franchise gagnante est la première à remporter quatre victoires, soit un minimum de quatre matchs et un maximum de sept. Les rencontres se déroulent dans l'ordre suivant :
| Match | Recevant       | Match | Recevant       | Match | Recevant        | Match | Recevant        |
| ----- | -------------- | ----- | -------------- | ----- | --------------- | ----- | --------------- |
| 1     | Meilleur bilan | 2     | Meilleur bilan | 3     | Moins bon bilan | 4     | Moins bon bilan |

| Match | Recevant        | Match | Recevant       | Match | Recevant       |
| ----- | --------------- | ----- | -------------- | ----- | -------------- |
| 5     | Moins bon bilan | 6     | Meilleur bilan | 7     | Meilleur bilan |

## Les finales

### Match 1
| 26 mai 1986 | Rapport | Rockets de Houston 100, Celtics de Boston 112       | Rockets de Houston 100, Celtics de Boston 112 | Rockets de Houston 100, Celtics de Boston 112   |  | Boston Garden, Boston Affluence : 15 320 Arbitres : No. 14 Jack Madden No. 4 Ed T. Rush | CBS |
| 26 mai 1986 | Rapport | Score par quart-temps : 28–34, 31–27, 17–30, 24–21  |                                               |                                                 |  | Boston Garden, Boston Affluence : 15 320 Arbitres : No. 14 Jack Madden No. 4 Ed T. Rush | CBS |
| 26 mai 1986 | Rapport | Hakeem Olajuwon 33 Hakeem Olajuwon 12 Robert Reid 8 | Points Rebonds Passes d.                      | Bird, McHale 21 Dennis Johnson 11 Larry Bird 13 |  | Boston Garden, Boston Affluence : 15 320 Arbitres : No. 14 Jack Madden No. 4 Ed T. Rush | CBS |
| 26 mai 1986 | Rapport | Boston mène la série 1 à 0                          |                                               |                                                 |  | Boston Garden, Boston Affluence : 15 320 Arbitres : No. 14 Jack Madden No. 4 Ed T. Rush | CBS |

### Match 2
| 29 mai 1986 | Rapport | Rockets de Houston 95, Celtics de Boston 117         | Rockets de Houston 95, Celtics de Boston 117 | Rockets de Houston 95, Celtics de Boston 117 |  | Boston Garden, Boston Affluence : 15 320 Arbitres : No. 20 Jess Kersey No. 25 Hugh Evans | CBS |
| 29 mai 1986 | Rapport | Score par quart-temps : 30–31, 20–29, 19–34, 26–23   |                                              |                                              |  | Boston Garden, Boston Affluence : 15 320 Arbitres : No. 20 Jess Kersey No. 25 Hugh Evans | CBS |
| 29 mai 1986 | Rapport | Hakeem Olajuwon 21 Hakeem Olajuwon 10 McCray, Reid 5 | Points Rebonds Passes d.                     | Larry Bird 31 Larry Bird 8 Larry Bird 7      |  | Boston Garden, Boston Affluence : 15 320 Arbitres : No. 20 Jess Kersey No. 25 Hugh Evans | CBS |
| 29 mai 1986 | Rapport | Boston mène la série 2 à 0                           |                                              |                                              |  | Boston Garden, Boston Affluence : 15 320 Arbitres : No. 20 Jess Kersey No. 25 Hugh Evans | CBS |

### Match 3
| 1er juin 1986 | Rapport | Celtics de Boston 104, Rockets de Houston 106      | Celtics de Boston 104, Rockets de Houston 106 | Celtics de Boston 104, Rockets de Houston 106   |  | Compaq Center, Houston Affluence : 16 016 Arbitres : No. 17 Joe Crawford No. 11 Jake O'Donnell | CBS |
| 1er juin 1986 | Rapport | Score par quart-temps : 29–33, 30–29, 25–18, 20–26 |                                               |                                                 |  | Compaq Center, Houston Affluence : 16 016 Arbitres : No. 17 Joe Crawford No. 11 Jake O'Donnell | CBS |
| 1er juin 1986 | Rapport | Kevin McHale 28 Larry Bird15 Larry Bird 11         | Points Rebonds Passes d.                      | Ralph Sampson 24 Ralph Sampson 22 Robert Reid 9 |  | Compaq Center, Houston Affluence : 16 016 Arbitres : No. 17 Joe Crawford No. 11 Jake O'Donnell | CBS |
| 1er juin 1986 | Rapport | Boston mène la série 2 à 1                         |                                               |                                                 |  | Compaq Center, Houston Affluence : 16 016 Arbitres : No. 17 Joe Crawford No. 11 Jake O'Donnell | CBS |

### Match 4
| 3 juin 1986 | Rapport | Celtics de Boston 106, Rockets de Houston 103      | Celtics de Boston 106, Rockets de Houston 103 | Celtics de Boston 106, Rockets de Houston 103         |  | Compaq Center, Houston Affluence : 16 016 Arbitres : No. 10 Darell Garretson No. 12 Earl Strom | CBS |
| 3 juin 1986 | Rapport | Score par quart-temps : 30–30, 33–34, 23–21, 20–18 |                                               |                                                       |  | Compaq Center, Houston Affluence : 16 016 Arbitres : No. 10 Darell Garretson No. 12 Earl Strom | CBS |
| 3 juin 1986 | Rapport | Robert Parish 22 Robert Parish 15 Larry Bird 10    | Points Rebonds Passes d.                      | Ralph Sampson 25 Hakeem Olajuwon 14 Ralph Sampson 9 = |  | Compaq Center, Houston Affluence : 16 016 Arbitres : No. 10 Darell Garretson No. 12 Earl Strom | CBS |
| 3 juin 1986 | Rapport | Boston mène la série 3 à 1                         |                                               |                                                       |  | Compaq Center, Houston Affluence : 16 016 Arbitres : No. 10 Darell Garretson No. 12 Earl Strom | CBS |

### Match 5
| 5 juin 1986 | Rapport | Celtics de Boston 96, Rockets de Houston 111       | Celtics de Boston 96, Rockets de Houston 111 | Celtics de Boston 96, Rockets de Houston 111         |  | Compaq Center, Houston Affluence : 16 016 Arbitres : No. 25 Hugh Evans No. 14 Jack Madden | CBS |
| 5 juin 1986 | Rapport | Score par quart-temps : 28–26, 19–32, 18–28, 31–25 |                                              |                                                      |  | Compaq Center, Houston Affluence : 16 016 Arbitres : No. 25 Hugh Evans No. 14 Jack Madden | CBS |
| 5 juin 1986 | Rapport | Kevin McHale 33 Kevin McHale 8 Danny Ainge 5       | Points Rebonds Passes d.                     | Hakeem Olajuwon 32 Hakeem Olajuwon 14 Robert Reid 17 |  | Compaq Center, Houston Affluence : 16 016 Arbitres : No. 25 Hugh Evans No. 14 Jack Madden | CBS |
| 5 juin 1986 | Rapport | Boston mène la série 3 à 2                         |                                              |                                                      |  | Compaq Center, Houston Affluence : 16 016 Arbitres : No. 25 Hugh Evans No. 14 Jack Madden | CBS |

### Match 6
| 8 juin 1986 | Rapport | Rockets de Houston 97, Celtics de Boston 114         | Rockets de Houston 97, Celtics de Boston 114 | Rockets de Houston 97, Celtics de Boston 114 |  | Boston Garden, Boston Affluence : 15 320 Arbitres : No. 14 Jack Madden No. 4 Ed T. Rush | CBS |
| 8 juin 1986 | Rapport | Score par quart-temps : 23–29, 15–26, 23–27, 36–32   |                                              |                                              |  | Boston Garden, Boston Affluence : 15 320 Arbitres : No. 14 Jack Madden No. 4 Ed T. Rush | CBS |
| 8 juin 1986 | Rapport | Hakeem Olajuwon 21 Hakeem Olajuwon 10 McCray, Reid 5 | Points Rebonds Passes d.                     | Larry Bird 29 Larry Bird 11 Larry Bird 12    |  | Boston Garden, Boston Affluence : 15 320 Arbitres : No. 14 Jack Madden No. 4 Ed T. Rush | CBS |
| 8 juin 1986 | Rapport | Boston gagne la série 4 à 2                          |                                              |                                              |  | Boston Garden, Boston Affluence : 15 320 Arbitres : No. 14 Jack Madden No. 4 Ed T. Rush | CBS |

Pour ce match de clôture Larry Bird fait un triple-double de 29 points, 11 rebonds et 12 passes pour une victoire écrasante de Boston qui remporte son seizième titre NBA. Kevin McHale ajoute 29 points, 10 rebonds et quatre contres. Hakeem Olajuwon ne démérite pas avec 21 points et 10 rebonds, mais Ralph Sampson est à seulement huit points avec 4 sur 12 au tir.
À l'issue de cette  finale NBA 1986, un documentaire vidéo de la saison NBA 1986, connu sous le nom Sweet Sixteen, est sorti. David Perry succède comme narrateur à Dick Stockton qui a relaté les trois derniers documentaires des saisons NBA.
C'est le dernier championnat professionnel remporté par un club de la ville jusqu'en 2002, lorsque les Patriots de la Nouvelle-Angleterre remportent le Super Bowl XXXVI.
La chanson de clôture à la suite du match 6 est Whatever We Imagine de James Ingram.

## Équipes
| Effectif des Celtics de Boston - Champions NBA 1985-1986 |
| --- |
| 00 Robert Parish • 3 Dennis Johnson • 5 Bill Walton •8 Scott Wedman •11 Sam Vincent • 12 Jerry Sichting • 32 Kevin McHale • 33 Larry Bird (MVP Finales) • 34 Rick Carlisle• 44 Danny Ainge • 45 David Thirdkill • 50 Greg Kite Entraîneur : K.C. Jones Entraîneurs-Adjoints : Chris Ford • Ed Badger • Jimmy Rodgers |

| Effectif des Rockets de Houston - Champions Conférence Ouest |
| --- |
| 3 Craig Ehlo • 5 John Lucas • 8 Hank McDowell • 15 Mitchell Wiggins • 20 Steve Harris • 22 Rodney McCray • 30 Allen Leavell • 31 Granville Waiters • 32 Lewis Lloyd • 33 Robert Reid • 34 Hakeem Olajuwon • 43 Jim Petersen • 50 Ralph Sampson Entraîneur : Bill Fitch |